# Shibayama Zenkei

Shibayama Zenkei

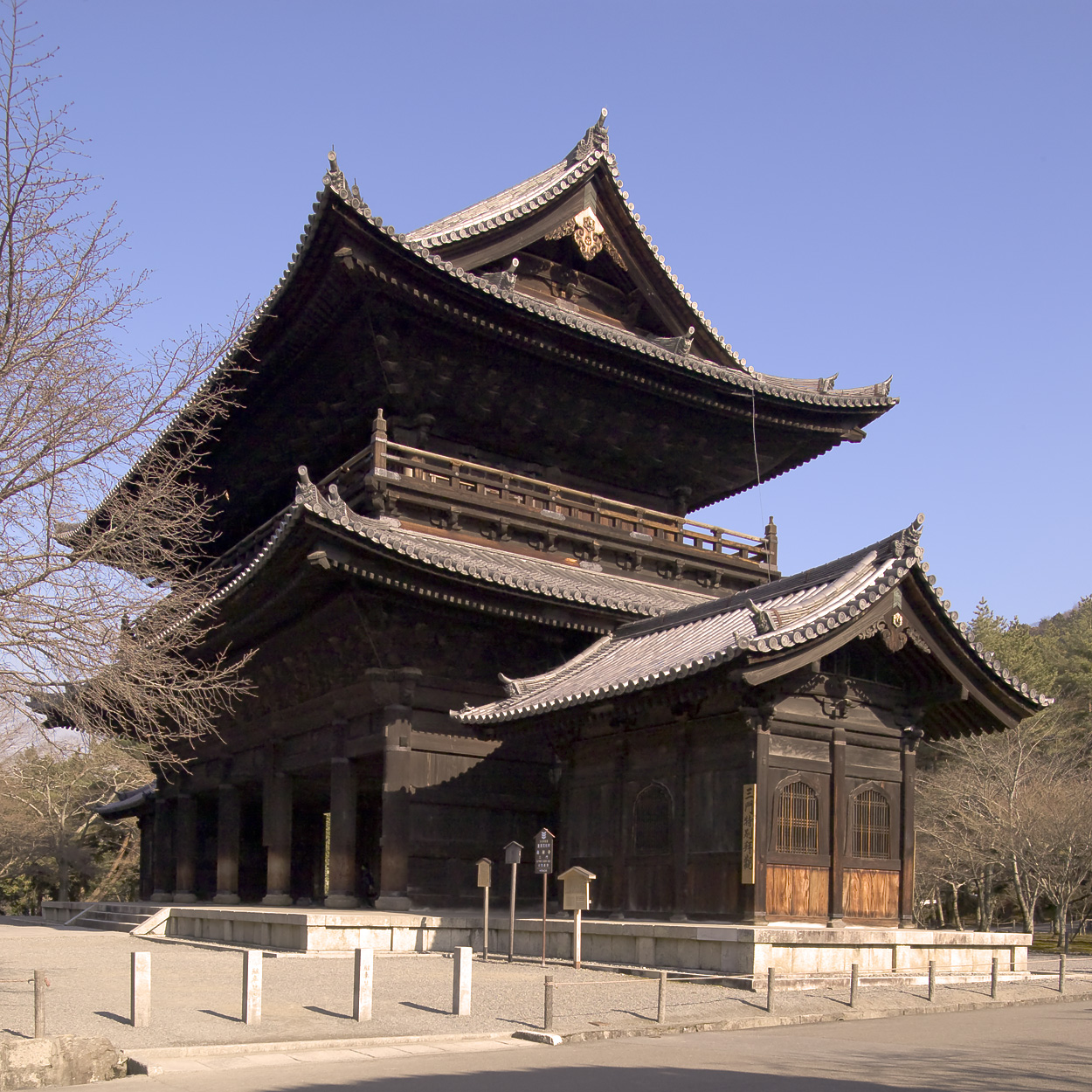
Tor des Nanzen-ji

Shibayama Zenkei (japanisch 柴山 全慶; * 30. November 1894; † 29. August 1974) war japanischer Zen-Meister der Rinzai-Schule und Abt des Klosters Nanzen-ji in Kyōto.

## Leben
Bekannt wurde Shibayama durch seine kommentierte Ausgabe des Wumenguan. 1908 wurde er zum Zen-Mönch geweiht und trat acht Jahre später in das Zen-Kloster Nanzenji in Kyoto ein. Mit 32 Jahren erhielt er von seinem Abt Bukai Kono die Dharma-Übertragung (Zulassung als Zen Lehrer). Danach war er acht Jahre Lang Professor an den Universitäten Hanazono und Otani und wurde mit 40 Jahren von 1948 bis 1967 der Zen-Meister (Roshi) des Zen-Kloster Nanzenji. Seit 1959 leitete er daneben die Gesamtorganisation der ungefähr 500 japanischen Rinzai-Zen-Tempel, die dem Nanzenji zugeordnet sind.
In den 1960er Jahren unternahm er mehrere Vortragsreisen in die Vereinigten Staaten, auf denen er einem westlichen Publikum sein Wissen als Zenmeister vermittelte.
Zu seinen Schülern zählt Keidō Fukushima, Abt des Tōfuku-ji.

## Schriften
Buchveröffentlichungen in deutscher Sprache:
- Zen in Gleichnis und Bild. Übers. Ursula von Mangoldt. O. W. Barth, München 1974, ISBN 3-502-67016-1, andere Ausgaben: Eine Blume lehrt ohne Worte. O. W. Barth, Bern u. a. 1989 und Zen. Eine Blume spricht ohne Worte. Suhrkamp, Frankfurt am Main 1995.
- Zu den Quellen des Zen. Die berühmten Koans des Meisters Mumon aus dem 13. Jahrhundert. Übers. Margret Meilwes, Bern u. a.: O. W. Barth 1976, ISBN 3-502-64564-7. (Das Wumenguan mit Kommentar.)
- Zen Comments on the Mumonkan. Harper & Row 1974, ISBN 0-06-067279-X. OCLC 804989.
- On Zazen Wasan: Hakuin's Song of Zazen. Kyoto 1967, OCLC 2279785.
- A Flower Does Not Talk. Shibayama, Kyoto 1966, OCLC 3836026.